# 中野邦一

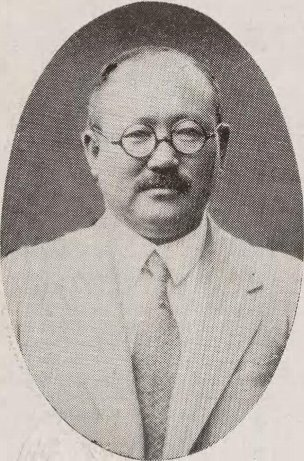
中野邦一

中野 邦一（なかの ほういち、1884年（明治17年）10月25日 - 1965年（昭和40年）4月13日）は、日本の内務官僚、政治家、弁護士。官選県知事、衆議院議員。

## 経歴
旧佐賀藩士・木村清の長男として佐賀県佐賀郡西与賀村（現：佐賀市）で生まれる。母が中野方蔵の姪という関係から中野家の養嗣子となった。佐賀中学校、山口高等学校を経て、1909年、東京帝国大学法科大学法律学科（英法）を卒業。1910年11月、文官高等試験行政科試験に合格し、内務省に入り警視庁警部となる。
以後、警視庁警視、芝西久保警察署・本郷駒込警察署・浅草南元町警察署の各署長、高知県・愛知県の各理事官、香川県警察部長、岡山県警察部長、宮城県警察部長、京都府警察部長、愛媛県内務部長、秋田県書記官・内務部長などを歴任。
1926年9月、秋田県知事に就任。1927年5月17日に休職となる。以後、石川県・岡山県・新潟県の各知事を務めた。1931年12月18日、犬養内閣が成立すると新潟県知事を依願免本官となり退官した。
1936年2月、第19回衆議院議員総選挙に佐賀県第一区で立憲民政党 から出馬し当選。1937年4月の第20回総選挙でも当選し、衆議院議員を連続二期務めた。1942年の第21回衆議院議員総選挙では大政翼賛会の推薦を受けたが落選した。
戦後、公職追放となる。
その他、東京市助役、立憲民政党総務などを務め、その後、弁護士として活動した。
1965年4月13日死去。享年80。

## 著作
- 『皇道の真意義』固本盛国社、1940年。

## 親族
- 妻 中野千代子（有田義資の娘）